# Загальноосвітня школа № 2 (Сквира)
Сквирський ліцей № 2 — середній навчальний заклад (загальноосвітня школа) у місті Сквирі Київської області.
Сквирська ЗОШ №2 — найдавніший навчальний заклад містечка і Сквирщини й один найстаріших на Київщині, адже у 2009 році їй виповнилося 155 років. 
Навчальний заклад розташований у приміщенні колишнього повітового училища на просторій вулиці Богачевського (колишній Красній).

## З історії школи
Як навчальний заклад Сквирська школа № 2 виросла на базі однокласного повітового училища, яке було відкрите у цьому приміщенні ще в роки Кримської війни у XIX столітті.
Після того, як в імперії наприкінці XVIII ст. були утворені повіти, а на початку XIX ст., після освітньої реформи 1804 р., почали засновуватись, крім церковнопарафіяльних шкіл, однокласні повітові училища. У 1830-х роках виникла ідея відкриття такого училища у Сквирі. У Центральному державному архіві України засвідчене листування між Київською духовною семінарією та Сквирським духовним управлінням від 25 вересня по 5 грудня 1835 року про відкриття у повітовому центрі Сквирі Київської губернії світського народного училища.
Однак справа просувалась повільно — У Російському державному архіві м. Санкт-Петербурга зберігається «Дело по отношению Киевского военного, Подольского и Вольинского генерал-губернатора о покупке в г. Сквира дома коллежского асессора Коломийцева для помещения приходского училища». У цьому діловому акті зазначається:
|  | «Начало 5 марта 1840 г. Окончено 24 августа 1846 г. Всего 27 документов» |

В одному з документів цієї теки засвідчено (переклад українською): 
|  | «За дозволом генерал-ад'ютанта графа Строганова від 21 квітня 1840 року за № 3072 для училища придбаний будинок чиновника Коломійцева за 2342 рублі 85 копійок сріблом. Будинок цей в доброму стані із незначними, згідно з кошторисом, переробками, дуже вигідний» |

На жаль, місцезнаходження цього будинку не вказано. Очевидно, він був недалеко від Анненської церкви, яка містилася поруч із теперішнім приміщенням школи № 2 (навіть вулиця біля неї називалася Анненською, паралельна вулиці Красній). Таким чином, світське однокласне повітове училище в Сквирі могло працювати в новому приміщенні, що було недалеко від теперішнього приміщення школи № 2, уже наприкінці 40-х або на початку 50-х років XIX століття.
Нинішнє приміщення Сквирської школи № 2 було побудоване з початком Кримської війни 1853 року, яка закінчилася у 1856р., і первинно призначалось для військового шпиталю. Про це свідчать конструкції цієї будівлі (вузькі коридори і класи, що нагадують палати, з'єднані дверима). Поранених тут приймали лише на початку війни. В ході війни цей будинок став власністю відставного генерал-майора інтендантської служби Горобця, та згодом його викупила Сквирська міська управа. 
Отже, від 1854 року тут, у новому приміщенні, перемістившись із старого, продовжувало працювати однокласне світське повітове училище, і са́ме ця дата відтоді є роком заснування Сквирської школи № 2.
У 1864 році внаслідок нової освітньої реформи в Росії однокласне світське повітове училище стає двокласним. І тоді на ньому з'являється дошка із написом: «Сквирское городское училище, основанное в 1864 году», як зазначено в архівних документах м. Санкт-Петербурга. Двокласні училища були навчальними закладами підвищеного типу і призначалися для навчання дітей різних станів (дрібних урядовців, торгівців, ремісників). Тут вчилися діти протягом 5-6 років, тоді як міське церковнопарафіяльне училище, де діти вчилися по 2-3 роки, знаходилося поруч. У такому статусі заклад проіснував до 1914 року. 
У 1904 році поряд із старим приміщенням двокласного училища, де навчалися хлопчики, будується ще одне приміщення для дівчаток (там, де знаходиться новий корпус школи № 2), адже в той час було роздільне навчання хлопців і дівчат. У цих двох приміщеннях двокласного училища навчалося на той час 342 хлопці та 178 дівчат. Між цими двома будинками була поставлена огорожа, щоб дівчата і хлопці не могли спілкуватися.
Відтак, 1914 року міське двокласне училище стає вищим початковим чотирикласним училищем, де діти навчалися писати, читати, одержували знання з математики (арифметики, геометрії), відомості з природознавства, географії, історії. Випускників училища приймали відразу на перший курс духовної семінарії. Вони могли займати посади письмоводителів в установах та приватних конторах. Директором чотирикласного вищого початкового училища був викладач словесності П.П. Рижков (перед цим він же очолював двокласне училище, замінивши на цій посаді М. Куриндіна).
Вище початкове чотирикласне училище проіснувало в Сквирі до 1918 року, коли за державним документом від 16 жовтня 1918 року «Про єдину трудову школу» у Сквирі були ліквідовані училища та гімназії, а замість них відкриті дві трудові II ступеня загальноосвітні школи для дітей 8-16 років. Запроваджувалось спільне навчання хлопчиків і дівчаток, скасовувалась плата за навчання. Одній із міських шкіл, де була чоловіча гімназія, було присвоєно ім'я І. Франка (навчання тут проводилося українською мовою), а другій, де була жіноча гімназія та чотирикласне училище, — ім'я В. Короленка (тут навчання проводилось російською мовою). Директором школи ім. Короленка був призначений П.П. Рижков, який жив в окремому приміщенні при колишньому чотирикласному училищі.
У 1926 році в Сквирі відкриваються профшколи. Саме така профшкола сільськогосподарського напрямку працювала у приміщенні теперішньої школи № 2 у 1926—30 рр., аж поки сюди не були переведені класи із Сквирської трудової школи ім. І. Франка, приміщення якої було передано Сквирському сільськогосподарському технікуму, що виник на основі сільськогосподарської школи.
Таким чином, протягом 1930—36 років у приміщенні школи № 2 навчалися класи із Сквирської школи № 1, аж поки останній не було повернуто все приміщення у 1937 році, що займав технікум, для якого було реконструйовано приміщення колишньої Сквирської тюрми.
У 1937 році почала функціонувати Сквирська середня школа № 2. Першим її директором був М. Радько (потрапив під Сталінські репресії), а потім П.О. Обидало. За директорства останнього відбувся перший випуск цієї середньої школи (1939).
Частина класів середньої школи № 2 перед війною] розміщувалася і в теперішньому приміщенні районного центру дитячої та юнацької творчості (його називали тоді «Дерев'яшка», бо було побудоване з дерева).
У роки Німецько-радянської війни у приміщенні школи № 2 розміщувалися склади німецької військової частини. У «Дерев'яшці» спеціально збирали єврейське населення міста, щоб потім повести його на розстріл.
Відновила роботу школа № 2 як початковий заклад освіти 1946 року, коли туди було переведено частину учнів початкових класів із школи № 1. Перший випуск початківців відбувся у 1949 році. Отже, спочатку ця школа після війни була початковою з переростанням у семирічну (перший випуск семирічної школи був у 1952 році), а потім — у середню (перший випуск середньої школи був у 1955 році).
Серед відомих випускників Сквирської школи №2:
- генерал армії України Губенко В.О.;
- заслужений будівельник України Задерій В. Х.;
- заслужений учитель України, кандидат педагогічних наук  Цимбалюк В.І.;
- кандидати наук Константинівський Б.Я., Хоменко В.М., Бабенюк Ю.І., Мовчанюк К.В., Марченко В.Т., Кочина Л.І.;
- Суслов І.М.  та багато інших.
- Випускниця школи Момотенко Н.А. довгий час працювала директором меморіального музею М.Т. Рильського в Києві.

Славні традиції школи продовжуються і в наш час.

## Керівництво і учительський склад
Директорами Сквирської школи № 2 у післявоєнний час були: 
- Матусевич Павло Степанович (1946—49);
- Списовський (1949-50);
- Сорока Микола Панасович (1950—52, 1954—74);
- Кушніренко Катерина Михайлівна (1952—53);
- Кухарський Григорій Васильович (1953—54);
- Мандрика Петро Іванович (1974—88);
- Нагула Олексій Андрійович (1988—90);
- Ляленко Віктор Устимович (1990—92);
- Константинівський Володимир Якович (1992—98);
- Кривда Наталія Іванівна (1998—2003).

Від 2003 року цю посаду займає Малиновська Валентина Степанівна.
У школі працювали і працюють талановиті вчителі, які залишили добру пам'ять про себе в учнів: 
- учителі початкових класів — Сорока Ніна Пилипівна, Константинівська Марія Савівна, Матусевич Павло Степанович, Якубівська Ганна Федорівна, Дубовенко Галина Федорівна, Белінська Людмила Іванівна, Примачок Лариса Антонівна, Момотюк Валентина Олексіївна, Руденко Ольга Павлівна,  Поліщук Людмила Павлівна, Гринь Галина Василівна, Левенчук Людмила Іванівна, Горобець Світлана Олександрівна, Хоцянівська Таїса Іванівна, Оленченко Тетяна Михайлівна, Негеля Інна Юріївна, Григор’єва Тамара Вадимівна, Вуйко Віра Олександрівна, Мошинська Олена Володимирівна, Старинець Анна Володимирівна, Приходько Жанна Миколаївна.
- учителі мови і літератури — Скрипчинський Володимир Олександрович, Юшко Аркадій Федорович, Сафановський Борис Євгенович, Ляшенко Ольга Іванівна, Брюзгіна Віра Григорівна, Муренко Софія Яківна, Седлецька Ірина Петрівна, Петриченко Микола Анатолійович, Бичевська Лідія Василівна, Яценко Олена Миколаївна, Гаркуша Людмила Мефодіївна, Кольоса Олена Володимирівна, Рабодзей Ольга Михайлівна, Ковальчук Олена Михайлівна.
- учителі іноземної мови — Пугачевський Олександр Віталійович, Крижанівська Віра Олександрівна, Омельченко Галина Володимирівна, Омельченко Олена Станіславівна, Гиренко Людмила Анатоліївна, Зозуля Людмила Іванівна, Бондаренко Галина Михайлівна, Яременко Тетяна Миколаївна, Кухар Ольга Анатоліївна.
- учителі історії — Висіцький Федір Петрович, Константинівський Володимир Якович, Панченко Валентина Віталіївна, Доліненко Олена Вікторівна, Щур Людмила Петрівна, Петрівський Володимир Миколайович.
- учителі  географії — Тимченко Фросина Максимівна, Коваленко Григорій Михайлович, Царик Катерина Анатоліївна, Горбачук Людмила Олександрівна, Мірутенко Олена Миколаївна.
- учителі  математики — Шевченко Тетяна Олексіївна, Гелетюк Марія Онисівна, Годун Ольга Мартинівна, Макаленко Антоніна Василівна, Гайдучок Зінаїда Михайлівна, Шеремет Олена Борисівна, Підборочинський Михайло Богданович, Мельник Олена Василівна, Мандзюк Ірина Миколаївна.
- учителі фізики та інформатики — Левченко Валентин Остапович, Нестеренко Тамара Іванівна, Большаков Олександр Анатолійович, Станіщук Оксана Вадимівна, Ліщук Наталія Юріївна, Білокурова Тетяна Ігорівна, Гармонюк Вадим Миколайович, Пінчук Олександр Леонідович.
- учителі  біології —  Мороз Леонід Корнійович, Бодашевський Михайло Савович, Кондратюк Тетяна Євгенівна, Гурківська Наталія Василівна.
- учителі  хімії — Поліщук Ніна Іванівна, Стовбецька Тетяна Анатоліївна.
- учителі  фізкультури — Кривоконь Володимир Петрович, Хронюк Любов Олексіївна, Воропай Петро Максимович, Шевчун Олена Олександрівна, Гандзюк Богдан Олександрович, Квітко Віктор Романович, Півторак Олександр Андрійович.
- учитель музики — Власюк Володимир Васильович, Мандрига Григорій Андрійович.
- учителі трудового навчання та ОБЖ — Бичевський Михайло Васильович, Бондар Любов Іванівна, Шовкун Леонід Леонідович, Морковіна Наталія Василівна, Дяченко Тетяна Славіславівна, Вигівська Наталя Михайлівна.
- учителі військової підготовки — Демчук Володимир Дмитрович, Малишко Володимир Антонович, Щуревський Олег Миколайович.
- практичний психолог — Морковіна Тетяна Іванівна, Телега Катерина Вікторівна.
- соціальний педагог — Несторук Наталя Олегівна.

## Виноски
1. ↑  ЦДА України-Ф.711, оп.2, спр., 2407